# Pacte mondial sur les migrations
Ne doit pas être confondu avec Pacte sur la migration et l'asile.
Le Pacte mondial sur les migrations (PMM) ou Pacte de Marrakech, officiellement appelé Pacte mondial pour des migrations sûres, ordonnées et régulières, est un accord non-contraignant de l'Organisation des Nations unies visant à « couvrir toutes les dimensions de la migration internationale ». Il est formellement adopté le 19 décembre 2018 par l'Assemblée générale des Nations unies.
Appartenant à la catégorie du droit mou, il n'est pas juridiquement contraignant, mais des spécialistes soulignent qu'il pourrait avoir des conséquences en termes de responsabilité internationale.

## Contenu
L'idée principale du pacte est de promouvoir « des migrations sûres, ordonnées et régulières ». Il vise à rassembler pays de départ, pays de transit et pays de destination des personnes migrantes autour d'une vision commune de ce phénomène, et à promouvoir un renforcement de la coopération internationale dans ce domaine. Il inclut parmi ses objectifs la lutte contre les problèmes structurels qui poussent les migrants au départ, ainsi que la facilitation du retour, de la réadmission et de la réintégration des migrants dans leur pays de départ. 
Le texte indique qu'il faut « créer des conditions favorables qui permettent à tous les migrants d'enrichir nos sociétés grâce à leurs capacités humaines, économiques et sociales ». Il souligne le fait que les États doivent porter secours aux migrants empruntant des itinéraires dangereux.
L'objectif 17 du pacte précise que les États s'engagent « à éliminer toutes les formes de discrimination et à condamner et combattre les expressions, les manifestations et les actes de racisme, de discrimination  raciale, de  violence  et  de  xénophobie  visant  tous  les  migrants », notamment par des « campagnes de sensibilisation » du public. Il invite également les États signataires à « sensibiliser et informer les professionnels des médias sur les questions migratoires et la terminologie adaptée » et à « [cesser] d’allouer des fonds publics ou d’apporter un soutien matériel aux médias qui propagent systématiquement l'intolérance, la xénophobie, le 
racisme et les autres formes de discrimination envers les migrants »,.
Le texte prévoit que les « prestataires de soins de santé […] tiennent compte des spécificités culturelles [des migrants] dans le cadre de leurs pratiques » et appelle à la « reconnaissance mutuelle des diplômes étrangers [pour] […] une harmonisation à l’échelle mondiale ».

## Portée
Le texte n'est pas juridiquement contraignant et invoque la souveraineté nationale comme « principe directeur ». Des juridictions pourraient cependant s'en servir dans leurs décisions.

Selon Angela Merkel, 

« le Pacte est valable pour tous les pays du monde, même pour les pays qui rejettent le pacte. Le facteur décisif étant de savoir si l'ONU vote pour ou contre,,. »

Tout signataire s'engage à accepter de facto un large programme envers les migrants : éducation, droit au logement, regroupement familial.

## Positions des États membres

Résultat du vote de l'Assemblée générale des Nations unies sur l'approbation du Pacte mondial le 19 décembre 2018.
Voté pour
Voté contre
Abstention de vote
N'était pas présent lors du vote

### Favorables
Le président de la République française, Emmanuel Macron, soutient le pacte. Il déclare : « Les solutions qu'il propose vont exactement dans le sens, à la fois des valeurs de l'Europe, et des intérêts de l'Europe ». La France signe le pacte. 
Au Canada, le Premier ministre, Justin Trudeau, se prononce en faveur de la signature du pacte. Cependant, les conservateurs s'opposent à la signature. Le ministre canadien de l'Immigration, Ahmed Hussen, signe au nom du Canada les 10 et 11 décembre. Le 9 décembre 2018, une manifestation à Ottawa voit s'opposer plusieurs centaines de manifestants et de contre-manifestants.
Les pays favorables au texte, notamment les pays africains, la France et l'Allemagne, considèrent que les polémiques autour du pacte sont « beaucoup de bruit pour rien ».
La Commission européenne est favorable au texte. Le Saint-Siège soutient le pacte mondial.
En Belgique, alors que le Premier ministre, Charles Michel, s’était engagé à le signer avec l’aval de l’ensemble des partis de la coalition (dite « Suédoise ») , le parti nationaliste flamand Nieuw-Vlaamse Alliantie (N-VA) change d’avis le 4 décembre 2018. Cette position met le gouvernement « au bord de l'explosion ». Le 9 décembre 2018, les ministres et secrétaires-d'état issus de la N-VA présentent leur démission au Premier ministre Charles Michel au motif de leur désaccord sur la position du gouvernement concernant le pacte, ce qui met un terme à la coalition gouvernementale dirigeant le pays depuis 2014,. Le 10 décembre 2018, Charles Michel explique à la tribune les récents événements traversés par son gouvernement et ratifie le pacte au nom de la Belgique, déclarant : « Je me présente devant vous avec une majorité parlementaire qui ne soutient plus mon gouvernement, debout droit et fier des convictions portées par la Belgique et que j’exprime ce matin à cette tribune ». Le 18 décembre, sans majorité sur laquelle s'appuyer, Charles Michel présente sa démission.

### Opposés
191 pays ont accepté l'accord sur la création d'un pacte pour des migrations sûres, ordonnées et régulières à New York en juillet 2018. Parmi ces pays, un tiers a changé d'avis depuis. Courrier international indique en novembre 2018 que « la liste des désistements s’allonge de jour en jour » et la conférence est un « flop annoncé ». Libération analyse que « l'argument de la perte de la souveraineté sur les questions frontalières et migratoires est (...) un des dénominateurs communs des retraits des pays du processus. Il est mobilisé par une partie des souverainistes et des extrêmes droites françaises et européennes » alors qu'il est inscrit dans le texte que « le Pacte mondial réaffirme le droit souverain des États de définir leurs politiques migratoires nationales et leur droit de gérer les migrations relevant de leur compétence ».
L'Autriche, l'Australie, l'Italie, la Bulgarie, le Chili, la Croatie, les États-Unis, Israël, la Hongrie, la Pologne, la Serbie, la Slovaquie, la République dominicaine, la Tchéquie et la Suisse ne signent pas le pacte. L'Estonie, le Danemark et les Pays-Bas ne sont pas présents à Marrakech. L’Algérie émet de sérieuses réserves.  
Sous la présidence de Donald Trump, les États-Unis n'ont même pas participé à la négociation de l'accord. Le chancelier d'Autriche, Sebastian Kurz, alors même que le pays a participé à sa négociation, déclare que le pacte réduira la souveraineté de l'Autriche et abolira les différences entre immigration légale et illégale ainsi que la migration humanitaire (réfugiés).
Selon Stéphane Bussard, dans Le Temps, le pacte aurait suscité « un déferlement de propos haineux, voire complotistes » de sorte qu'à l'ONU, on enregistrerait « avec incompréhension, voire avec une once de panique, les critiques virulentes qui font florès, surtout en Europe ».
En France, certains membres revendiqués du mouvement des Gilets jaunes et sites d'extrême droite ont manifesté leur opposition au pacte, craignant « le grand remplacement », « le chaos total » avec « des migrants arrivant par milliers », en se basant sur de fausses informations. Les extrêmes droites françaises (RN) et allemandes (AfD) sont également opposés au texte, la première dénonçant « une nouvelle étape dans la submersion organisée de notre pays » alors que le texte est non contraignant et assure le droit souverain des États de définir leurs politiques migratoires nationales,. Le Rassemblement national, Les Républicains et Debout la France rejettent le pacte. Des manifestations de Gilets jaunes allemands sont organisées notamment à Berlin pour manifester contre le Pacte,.
Jair Bolsonaro, président élu de la République du Brésil à compter du 1er janvier 2019, et issu de l'extrême-droite, annonce que le pays quittera le pacte après son entrée en fonction,.
Le 12 décembre, une manifestation contre le Pacte à Bruxelles est interdite par les autorités de la ville. Organisée par les jeunes du parti d’extrême droite Vlaams Belang, elle a malgré tout lieu et rassemble 5 000 à 6 000 membres de la droite et de l’extrême droite flamandes le dimanche 16 décembre 2018.

## Adoption
Il est formellement adopté le 19 décembre 2018 par l'Assemblée générale des Nations unies, 152 pays votent pour, 5 contre et 12 s'abstiennent.
En mai 2019, après une procédure contradictoire du journal Der Tagesspiegel, le ministère des Affaires étrangères allemand (AA) a dû confirmer que, contrairement aux déclarations officielles, le Pacte mondial sur les migrations avait été partiellement négocié à huis clos. Il ressort clairement d'une décision de l'AA sur une motion du Tagesspiegel conformément à la loi sur la liberté de l'information (IFG) que, les négociations entre États à New York n'ont été que « partiellement publiques ». Il y a également eu « des réunions non publiques en amont et en aval ». 
Le gouvernement allemand avait toujours insisté jusque là sur la transparence de l'ensemble du processus, en particulier pour les réunions des représentants des États au siège des Nations unies à New York au premier semestre 2018. L'AA a souligné dans la décision qu'elle avait « masqué la correspondance uniquement de manière peu invasive », de sorte que le compte rendu sur le déroulement des négociations est en grande partie transparent. Une publication illimitée pourrait conduire, selon lui, à faire perdre à la République fédérale sa réputation de partenaire fiable.

## Réactions

### Soutiens
Selon Max Vancauwenberge, le Pacte de l'ONU sur les migrations n'entraînera pas l'ouverture des frontières, mais confirme des droits déjà existants. Ce pacte propose d’après lui des pistes répondant aux questions des migrations, telles qu'agir sur les causes qui poussent des gens à quitter leur pays.
Selon Louise Arbour, la représentante spéciale de l'ONU pour les migrations, l'objectif est de « maximiser les bénéfices de la migration tout en mettant en lumière ses aspects négatifs et en limitant les pratiques migratoires chaotiques et dangereuses ». Face aux critiques visant le texte, António Vitorino, directeur général de l'Organisation internationale pour les migrations, déclare : « Nous assistons de la part de certains secteurs politiques à la manipulation, à la distorsion des objectifs du Pacte, on a la sensation que la migration est devenue le bouc émissaire des problèmes culturels et sociaux ». 
Marianne estime pour sa part que, si de fausses informations circulent à propos du pacte, c'est parce que « sa conception prête le flanc aux fantasmes ». Le magazine cite ainsi le géographe Gérard-François Dumont : « Même s'il n'a pas de caractère obligatoire, la rédaction du texte expose un point de vue orienté sur la question migratoire. C'est une des raisons pour lesquelles les gens s'inquiètent ».

### Critiques
Dans la Tribune de Genève, Vincent Chetail, directeur du Global Migration Center, rappelle toutefois que la grande majorité des flux migratoires ont lieu entre pays du Sud ; il déplore que le Pacte aborde excessivement la question migratoire sous l'angle des risques qui y sont associés, en particulier des risques sécuritaires qui de son point de vue ne sont pas démontrés. 
Le Figaro Magazine considère que ce pacte vise à construire une planète « sans frontières », avec comme idéologie sous-jacente « un angélisme déroutant mais destructeur », et qu'il se rapproche de la « propagande ». 
Une partie des associations et de la société civile regrettent que le pacte mondial pour des migrations ne soit pas juridiquement contraignant pour les pays signataires.
Le chancelier autrichien, Sebastian Kurz, a déclaré que le pacte réduirait la souveraineté de l'Autriche et entretenait la confusion entre immigration illégale et immigration légale, ainsi que celle entre immigration économique et humanitaire.
Le gouvernement australien a critiqué l'accord, affirmant qu'il ne faisait pas de distinction entre les migrants légaux et illégaux, en particulier en ce qui concerne l'aide sociale. Ils ont également affirmé que le pacte pourrait imposer des obligations de soutien aux migrants, même une fois rentrés dans leur pays d'origine. Le gouvernement australien estime que le pacte minerait ses politiques migratoires actuelles,,.
L'objectif 17 du pacte, qui condamne la discrimination à l'égard des migrants, a été critiqué en raison des mesures proposées pour « façonner la perception de la migration ». L'eurodéputé néerlandais Marcel de Graaff a notamment questionné la proposition visant à supprimer le financement des organes d'information anti-migration et a déclaré que le pacte pourrait être utilisé pour criminaliser la critique politique des politiques migratoires.
Pour Paul Robert, haut fonctionnaire fédéral de Belgique, ce qui suscite l’hostilité au PMM, c’est l’argument idéologique qui le sous-tend et qui prône un discours univoque sur l’immigration, présentée comme un « phénomène inéluctable et [...] bénéfique ». Selon lui, ce discours est martelé aux peuples européens avec insistance par la quasi-totalité des élites (Commission européenne, Nations unies, FMI, intellectuels et économistes, anciens hommes d’État, médias, universités, écoles, etc.). Selon Paul Robert, la base fondamentale de ce raisonnement serait la dénatalité de l’Occident et la recherche de peuples de substitution pour maintenir la croissance et la consommation.